# Вилчелеле (Біхор)
Вилчелеле (рум. Vâlcelele) — село у повіті Біхор в Румунії. Входить до складу комуни Суплаку-де-Баркеу.
Село розташоване на відстані 418 км на північний захід від Бухареста, 46 км на північний схід від Ораді, 98 км на північний захід від Клуж-Напоки.

## Населення
За даними перепису населення 2002 року у селі проживали 267 осіб.
Національний склад населення села:
| Національність | Кількість осіб | Відсоток |
| -------------- | -------------- | -------- |
| словаки        | 158            | 59,2%    |
| румуни         | 69             | 25,8%    |
| цигани         | 32             | 12,0%    |
| угорці         | 8              | 3,0%     |

Рідною мовою назвали:
| Мова      | Кількість осіб | Відсоток |
| --------- | -------------- | -------- |
| словацька | 156            | 58,4%    |
| румунська | 104            | 39,0%    |
| угорська  | 7              | 2,6%     |